# Cultura santamariana

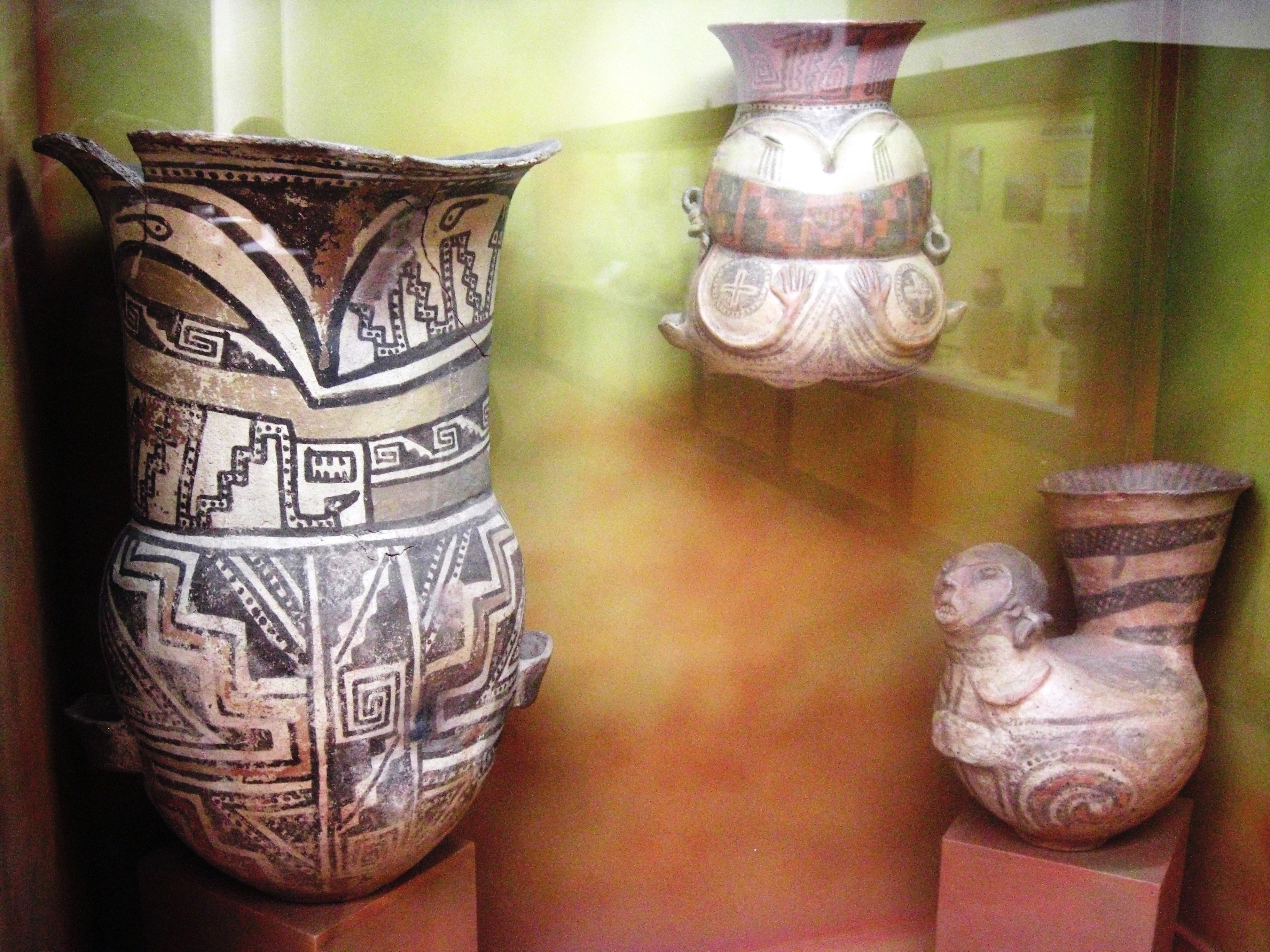
La cultura de Santa María es conocida especialmente por las urnas funerarias que utilizaban para el entierro de niños. Se las encuentra en casi todos los grandes museos del mundo.

La cultura santamariana o cultura de Santa María fue una civilización que se desarrolló en el norte de la actual provincia de Catamarca y el sudoeste de la provincia de Salta (Argentina), entre el 850 y el 1480 de nuestra era; sus principales asentamientos estaban en los Valles Calchaquíes y sus zonas aledañas más inmediatas, donde se encuentra la localidad de Santa María que da nombre a la cultura. Su elemento característico son las urnas funerarias que utilizaban para el entierro de niños, que están presentes en casi todos los grandes museos del mundo.
Formó parte de una serie de culturas agroalfareras relacionadas, que conformaron lo que se conoce como NOA (Noroeste argentino), como espacio problemático, en el que se originó la arqueología argentina. Simultáneamente a la cultura santamariana, se desarrollan en la zonas vecinas varias culturas similares, como la cultura Belén y la cultura Sanagasta. Se destacó por tener mucha influencia del occidente de Bolivia como los Aymara compartiendo similitud incluso ayudo en la Guerra del Collao

## Características
El elemento característico de la cultura santamariana son las urnas funerarias que utilizaban para el entierro de niños, que están presentes en casi todos los grandes museos del mundo.
Como otras culturas andinas desarrolló un tipo de agricultura de montaña, para la cual se construían terrazas de cultivo y sistemas de regadío, lo que permitió sustentar a una considerable población. Entre los cultivos se encontraban: maíz, papas, porotos, quínoa y zapallos. Fueron también recolectores de los frutos del algarrobo y el chañar. La disponibilidad de llamas como animales de carga para realizar caravanas, les permitió desarrollar un importante intercambio económico y cultural con distintos pueblos vecinos. Trabajaron metales como el cobre, el oro y la plata, realizando artesanías más desarrolladas. Realizaban grandes vasijas cerámicas muy decoradas que utilizaban como urnas funerarias.
Su sociedad estaba organizada en señoríos hereditarios, ocupando los guerreros y sacerdotes (de tipo chamánico) la jerarquía más alta dentro de la sociedad. La población vivía en aldeas en los cerros o en casas dispersas a lo largo de los ríos. Las viviendas eran piedra. Construyeron fortificaciones defensivas denominadas pucarás.
Hacia 1430, los incas procedentes de los Andes peruanos entraron en contacto con esta cultura, llevando cambios políticos a la región. Los incas incluyeron la región en dos importantes provincias: Chicoana y Quire Quire (o Kiri Kiri). A la llegada de los incas y, poco después, de los españoles, la región estaba habitada por parcialidades diaguitas como los yocaviles, calchaquíes, amaichas, anguinhaos, cafayates y encalillas, que tenían como lengua común el cacán. Durante durante el contacto tuvieron mucha dificultades porque la cultura Santa María estaba más influenciado por el occidente de Bolivia que era aymara mientras que los incas estaban influenciados por la cultura quechua